# Weiße Heideschnecke
Die Weiße Heideschnecke (Xerolenta obvia), auch Östliche Heideschnecke genannt, ist eine Schneckenart aus der Familie der Geomitridae in der Ordnung der Lungenschnecken (Pulmonata). Die Art neigt zu Massenvorkommen.

## Merkmale

Xerolenta obvia pappi

Die Gehäuse sind mittelgroß (7–10 mm hoch, 14–20 mm breit) mit einem relativ flachen Gewinde. Im Adultstadium sind 5 bis 6 Windungen vorhanden, die gleichmäßig zunehmen. Die letzte Windung ist nahe der Mündung nur sehr gering gegenüber der Windungsachse der vorigen Umgänge abgesenkt. Die Naht ist nur schwach ausgeprägt. Der Nabel ist relativ weit und nimmt etwa 1/4 des Gehäusedurchmessers ein. Die Mündung ist leicht querelliptisch, die Mündungsränder sind nicht verdickt, d. h. ohne Lippe. Der Mündungsrand steht schief zur Windungsachse; der untere Rand steht weiter zurück.
Die Schale ist meist dick und in der Grundfarbe weiß oder gelblichweiß. Meist besitzen die Individuen stark variable, dunkelbraune bis fast schwarze Bänder an und unter der Gehäuseperipherie, die aber auch in bandartig angeordnete Flecken aufgelöst sein können. Die Oberfläche ist glatt, von feinen und regelmäßigen Anwachsstreifen abgesehen.
Der Weichkörper ist gelblichbraun mit etwas dunkleren Fühlern. Im zwittrigen Geschlechtsapparat tritt der Samenleiter in spitzem Winkel in den Epiphallus ein. Das Flagellum ist recht kurz, der Epiphallus etwa zweimal so lang wie der Penis. Der Penisretraktormuskel setzt am proximalen Ende des Penis an, fast direkt an der Einmündung des Epiphallus. Zwei große Pfeilsäcke setzen an der Vagina an; sie enthalten je einen Liebespfeil. Die zwei Glandulae mucosae sind meist nur in vier Äste aufgespalten. Der Stiel der Spermathek ist recht lang, die Blase (Bursa) kommt im Bereich des Eisamenleiters zu liegen.

### Ähnliche Arten
Die dunkelbraunen spiraligen Bänder sind meist schmaler als bei der Gemeinen Heideschnecke (Helicella itala). Die Zeichnung ist kontrastreicher mit schärferen Rändern der Bänder. Auch ist der Nabel etwas enger im Verhältnis zur Gehäusebreite (ein Viertel zu ein Drittel).

## Geographische Verbreitung, Lebensraum und Lebensweise
Das Verbreitungsgebiet der Weißen Heideschnecke reicht von Kleinasien, über die Balkanhalbinsel bis nach Mitteleuropa an die Ostsee. Die Westgrenze in Deutschland liegt etwa auf einer Linie Heidelberg-Lübeck. In Frankreich gibt es einige isolierte Vorkommen z. B. im Périgord und im Département Vaucluse um Cadenet. In den Alpen kann die Art bis auf 2000 m Höhe angetroffen werden. Sie ist inzwischen auch nach Nordamerika verschleppt worden.
Die Art lebt überwiegend in trockenen und offenen Habitaten, wie Steppen, trockene Grashänge, Weinberge, bewachsene Dünen, sonnenbeschienene Ruinen, Eisenbahndämme, Straßenränder und lockere Buschvegetation, die im Sommer oft sehr hohen Temperaturen ausgesetzt sind. Sie fressen frisches, meist aber trockenes Pflanzenmaterial. Die Tiere legen im Sommer häufig eine Trockenruhe ein und verschließen ihr Gehäuse mit einem kalkigen Diaphragma. In diesem Zustand können sie Monate ohne Feuchtigkeit und Nahrung überstehen. Sie suchen keine Verstecke auf, sondern heften sich an Pflanzen und Steinen an. Sie können in geeigneten Habitaten in riesigen Massen auftreten.

## Fortpflanzung
Die Art hat in Nordgriechenland je nach Standort (Nea Karvali/Küste oder Paleokastro/Gebirge) einen ein- oder zweijährigen Fortpflanzungszyklus. Paleokastro (Chalkidiki) liegt rund 50 Kilometer nordöstlich von Thessaloniki in etwa 600 Meter Höhe über dem Meeresspiegel. Die Vegetation dort wird dominiert von Gras, Brennnesseln (Urtica dinica), Löwenzahn (Taraxacum spp.) und Ringdisteln (Carduus spp.). Das Klima ist gemäßigt, der Untergrund ist kalkig. Nea Karvali liegt 160 km nordöstlich von Thessaloniki an der Küste. Die Vegetation besteht aus Gräsern und Löwenzahn.
In Paleokastro im Gebirge wird eine Generation pro Jahr gebildet. Die Jungen schlüpften im November. In den Wintermonaten wuchsen sie jedoch zunächst nur langsam. Das Wachstum beschleunigte sich im Frühjahr. Besonders hoch war das Wachstum zwischen April und Juli. Im Juli waren die Tiere bei einem Gehäusedurchmesser von etwa 8 Millimetern geschlechtsreif. Im Sommer wurde meist eine Ruhephase von zwei bis vier Monaten eingelegt.  Diese Tiere kopulierten dann im Oktober und legten nach wenigen Tagen ihre Eier in einem einzigen Gelege ab. Danach starben die Tiere. Die Tiere blieben kleiner.
Die Gelegegrößen waren eher klein, dafür waren die Eier im Durchschnitt groß, ebenfalls die Schlüpflinge (im Vergleich zu Nea Karvali). Die Gelege enthielten 7 bis 30 Eier (Mittelwert: 18±9 Eier), der mittlere Durchmesser betrug 1,46 mm. Die Schlüpflinge hatten Gehäusegrößen von 1,45 bis 1,7 mm (Mittelwert: 1,58±0,18 mm).
In Nea Karvali an der Küste wurden die Eier ebenfalls im Oktober abgelegt. Die Jungen schlüpften noch im November. Die Jungschnecken erschienen erst wieder im März aus der Winterruhe. Geringes Wachstum erfolgte auch in den Wintermonaten. Sie erreichten die Geschlechtsreife erst im April folgenden Jahres. Danach legten die Tiere im Oktober die Eier ab und starben danach ab. Die Gelege waren im Durchschnitt etwa dreimal so groß wie in Paleokastro, dafür waren die Eier und die Schlüpflinge signifikant kleiner. Die Gelege enthielten 17 bis 95 Eier (Mittelwert: 57±33 Eier). Die Eier maßen 0,9 bis 1,1 mm im Durchmesser (Mittelwert: 1 mm). Die Jungen schlüpften mit einer Gehäusegröße von 1,0 bis 1,2 mm (Mittelwert: 1,1 mm).
Zur Eiablage graben die Schnecken einen kleinen Gang, an dessen Ende die Eier abgelegt werden. Der Gang wird anschließend mit Erde verschlossen.

## Parasiten
Die Populationen der Weißen Heideschnecke sind oft zu einem hohen Grade mit Zerkarien des Lanzett- oder Kleinen Leberegels (Dicrocoelium dendriticum) infiziert. Die Schnecken nehmen die Eier, in denen sich bereits voll entwickelte Miracidien (Wimpernlarven) befinden, mit der Nahrung auf. Aus den Miracidien bilden sich zunächst Sporocysten 1. Ordnung, die sich vegetativ zu Sporocysten 2. Ordnung weiterentwickeln und welche ihrerseits vegetativ Zerkarien produzieren. Sind die Zerkarien voll entwickelt, wandern sie in die Atemhöhle der Schnecke. Die Schnecke bildet kleine Schleimbällchen mit einem Durchmesser bis zu 2 mm und schließt die Zerkarien in den Schleim ein. Diese Schleimbällchen können jeweils bis zu 400 Zerkarien enthalten und werden von der Schnecke aus der Atemhöhle ausgeschieden. Die Schleimbällchen werden von Ameisen gefressen, wo sich der Parasit weiter zu Metazerkarien entwickelt. Wird die Ameise von einem Endwirt (herbivore Säugetiere) aufgenommen, wandern die Metazerkarien in die Gallengänge und lösen dort Dicrocoeliose aus. Die Schnecken überleben die Infektion mit dem Kleinen Leberegel und können für zwei Jahre Zerkarien produzieren und ausscheiden.
Die Art ist außerdem Zwischenwirt und Überträger des Schaflungenwurms Protostrongylus rufescens und des Bandwurmes Davainea proglottina, der Geflügel infiziert. Außerdem wurde nachgewiesen, dass die Tiere auch Überträger von Sporen der Schimmelpilze Alternaria sp., der Schlauchpilze Fusarium sp. und die pflanzenschädigende Protisten-Gattung Phytophthora sp. sind. In den Faeces wurden auch Sporen von Rostpilzen gefunden.

## Die Weiße Heideschnecke als Schädling
Die Weiße Heideschnecke (Xerolenta obvia) wird in den USA als Schädling eingestuft und steht dort auf der Liste der "New Pest Response Guidelines: Temperate Terrestrial Gastropods" des United States Department of Agriculture. Einfuhren werden daher auf Xerolenta obvia kontrolliert und gegebenenfalls dekontaminiert. In Zentralmontana etablierte sich bis 2013 eine Kolonie in Weide- und Grasland. Durch die Schleimproduktion der Tiere wird das Heu verunreinigt und wird von den Stalltieren nicht mehr gefressen. Auch ein Verkauf des Heus ist nicht mehr möglich, da sonst die Weiße Heideschnecke weiter verschleppt werden könnte.
In Europa gilt sie als Schädling an Futterpflanzen wie Luzerne, Klee, Lupinen und Serradella. In Italien und Bulgarien wird sie ebenfalls als Schädling eingestuft, da sie Früchte und Gemüse kontaminieren. Derartige mit lebenden Schnecken kontaminierte Früchte und Gemüse können nicht mehr in Länder exportiert werden, die entsprechende Quarantänevorschriften haben.

## Taxonomie
Das Taxon wurde 1828 von Karl Theodor Menke als Helix obvia erstmals in die wissenschaftliche Literatur eingeführt. Er gab allerdings nur eine Indikation zu der falschen bestimmten Art Helix neglecta Draparnaud, 1801 von Hartmann in Sturm (1824). Dies bestätigte auch Hartmann (1840). Die Weiße Heideschnecke (Xerolenta obvia) ist die Typusart der Gattung Xerolenta Monterosato, 1829.
Die Gehäuse der Weißen Heideschnecke sind sehr variabel. Daher wurde die Art unter mehreren unterschiedlichen Namen beschrieben: Helix candicans L. Pfeiffer, 1841, Helix dobrudschae Kobelt, 1877 (z. T. noch als Unterart akzeptiert), Helix interpres Westerlund, 1879 und Helix kroli Clessin, 1879. Die Art wurde früher häufig in die Gattung Helicella gestellt. Heute wird diese früher wesentlich umfangreichere Gattung in mehrere selbständige Gattungen aufgeteilt.

## Belege

### Online
- Xerolenta obvia auf AnimalBase